# Dava Sobel
Pour les articles homonymes, voir Sobel.
Œuvres principales
- Longitude: the true story of a lone genius who solved the greatest scientific problem of his time (1995)
- Galileo's daughter: a historical memoir of science, faith and love (1999)

Dava Sobel, née le 15 juin 1947 à New York, dans l'arrondissement du Bronx, est une auteure américaine de roman non fictionnel.

## Biographie

### Jeunesse
Dava Sobel est diplômée de la Bronx High School of Science. En 1969 elle obtient un bachelor's degree en histoire du théâtre à la Binghamton University, où elle a également étudié l'italien. Elle écrit dans des journaux locaux et présente une émission consacrée à la médecine sur une chaîne télévisée locale. Sobel décide d'écrire sur des sujets scientifiques après avoir assisté à une conférence de l'astronome Carl Sagan. Celui-ci la recommande à l'Université Cornell où elle travaille en tant qu'écrivain scientifique (science writer) de 1972 à 1979,,.

### Carrière d'écrivain
Sobel écrit dans la rubrique scientifique du quotidien The New York Times entre 1979 et 1982. Elle publie dans des magazines de vulgarisation scientifique tels Science Digest (en) et Omni, ainsi que dans des revues comme Life et The New Yorker. Entre 1985 et 1994 elle cosigne quatre ouvrages avec son mari Arthur C. Klein, consacrés à l'arthrite et au mal de dos.
En 1992 elle écrit Is Anyone Out There? avec le radioastronome Frank Drake de université de Californie à Santa Cruz, initiateur du projet SETI. En 1993 elle s'intéresse à l'histoire de John Harrison, l'inventeur du chronomètre de marine, qui a résolu l'un des grands problèmes scientifiques de son temps. Walker Publishing lui offre une avance pour rédiger un livre basé sur sa vie. Publié en 1995, Longitude devient un succès international vendu à plus de 500 000 exemplaires,.
Sobel travaille durant cinq ans sur son livre suivant, Galileo's Daughter, consacré à Virginia Gamba, fille aînée de Galilée, entrée au couvent à l'âge de treize ans et qui a soutenu son père durant sa courte vie par son affection.
En 2004, elle choisit 23 textes pour la série annuelle The Best American Science Writing, publiée par HarperCollins.
Son livre suivant, consacré à Nicolas Copernic, paraît en 2011. Dans A More Perfect Heaven, Sobel décrit la vie quotidienne de l'astronome. Le récit est interrompu par une pièce en deux actes, dans laquelle l'auteur imagine la rencontre de Copernic avec le mathématicien Georg Joachim Rheticus, qui l'a convaincu de publier Des révolutions des sphères célestes, manuscrit exposant sa théorie héliocentrique,.

### Vie personnelle
Dava Sobel est née d'un père médecin et d'une mère chimiste. Elle a deux frères, l'aîné est médecin et le cadet dentiste. Elle épouse l'auteur et consultant en marketing Arthur C. Klein, le couple a deux enfants avant de divorcer en 1995,.

### Ouvrages de Dava Sobel
- (en) A More Perfect Heaven : How Copernicus Revolutionised the Cosmos, Bloomsbury, 2011, 272 p. (ISBN 978-1-4088-2465-8, lire en ligne)
- (en) The Planets, Viking, 2005, 270 p. (ISBN 978-0-670-03446-8)
- (en) Galileo's Daughter (en) : A Historical Memoir of Science, Faith and Love, Penguin Group, 1999, 420 p. (ISBN 978-0-670-87804-8)Trad. La fille de Galilée, Éd. Odile Jacob, 2001  (ISBN 978-2-73810950-7)
- Longitude - L'histoire vraie d'un génie solitaire qui résolut la plus grande énigme scientifique de son temps (en). Editeur : JC Lattès,1996, 184 pages

### Comme éditeur
- (en) Dava Sobel, The Best American Science Writing 2004, HarperCollins, 2004, 288 p. (ISBN 978-0-06-072640-9)

### Ouvrages collectifs
- (en) Frank D. Drake et Dava Sobel, Is anyone out there? : the scientific search for extraterrestrial intelligence, Delacorte Press, 1992, 272 p. (ISBN 978-0-385-30532-7)